# 招携镇
招携镇，是中华人民共和国江西省抚州市乐安县下辖的一个乡镇级行政单位。

## 行政区划
招携镇下辖以下地区：
招携社区、港田村、汗上村、茶园村、瓦子场村、坝上村、杭村、坪头村、青里村、南槽村、午田村、尧坊村、望仙村、肖坊村、东炉村、山湾村、坪上村和高望村。